# Yeti Airlines
Yeti Airlines ist eine nepalesische Fluggesellschaft mit Sitz in Kathmandu und Basis auf dem Flughafen Kathmandu.

## Geschichte
Yeti Airlines wurde 1998 gegründet. Im Jahr 2009 gründete sie mit Tara Air eine Tochtergesellschaft, die ab nun die STOL-Flugzeuge betreibt.
Seit November 2013 steht Yeti Airlines zusammen mit allen anderen Fluggesellschaften aus Nepal aufgrund von Sicherheitsbedenken auf der Liste der Betriebsuntersagungen für den Luftraum der Europäischen Union. Flüge nach Europa wurden bereits vorher nicht angeboten.
Im Jahr 2014 gründete Yeti Airlines im Rahmen eines Joint Ventures mit Tibet Airlines Himalaya Airlines, die von Kathmandu internationale Linienflüge durchführt.

## Flugziele
Yeti Airlines bedient von ihrer Basis in Kathmandu Ziele in ganz Nepal.

## Flotte

### Aktuelle Flotte

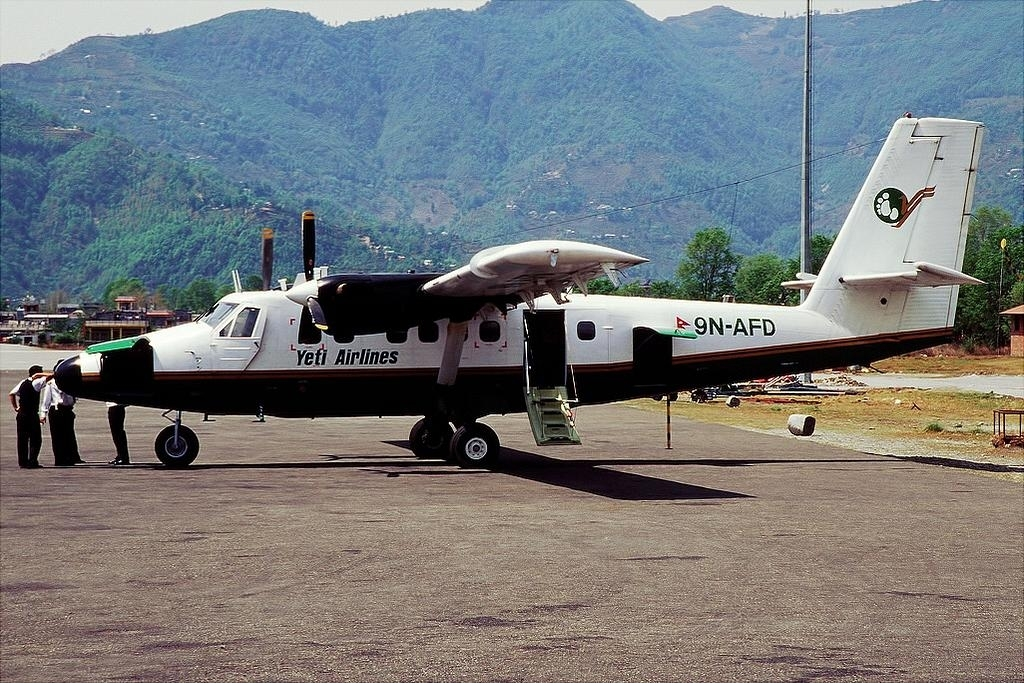
De Havilland Canada DHC-6-300 Twin Otter der Yeti Airlines

Im Januar 2023 bestand die Flotte der Yeti Airlines aus fünf ATR 72-500,

### Ehemalige Flugzeugtypen
- BAe Jetstream 41
- de Havilland Canada DHC-6 Twin Otter

## Zwischenfälle

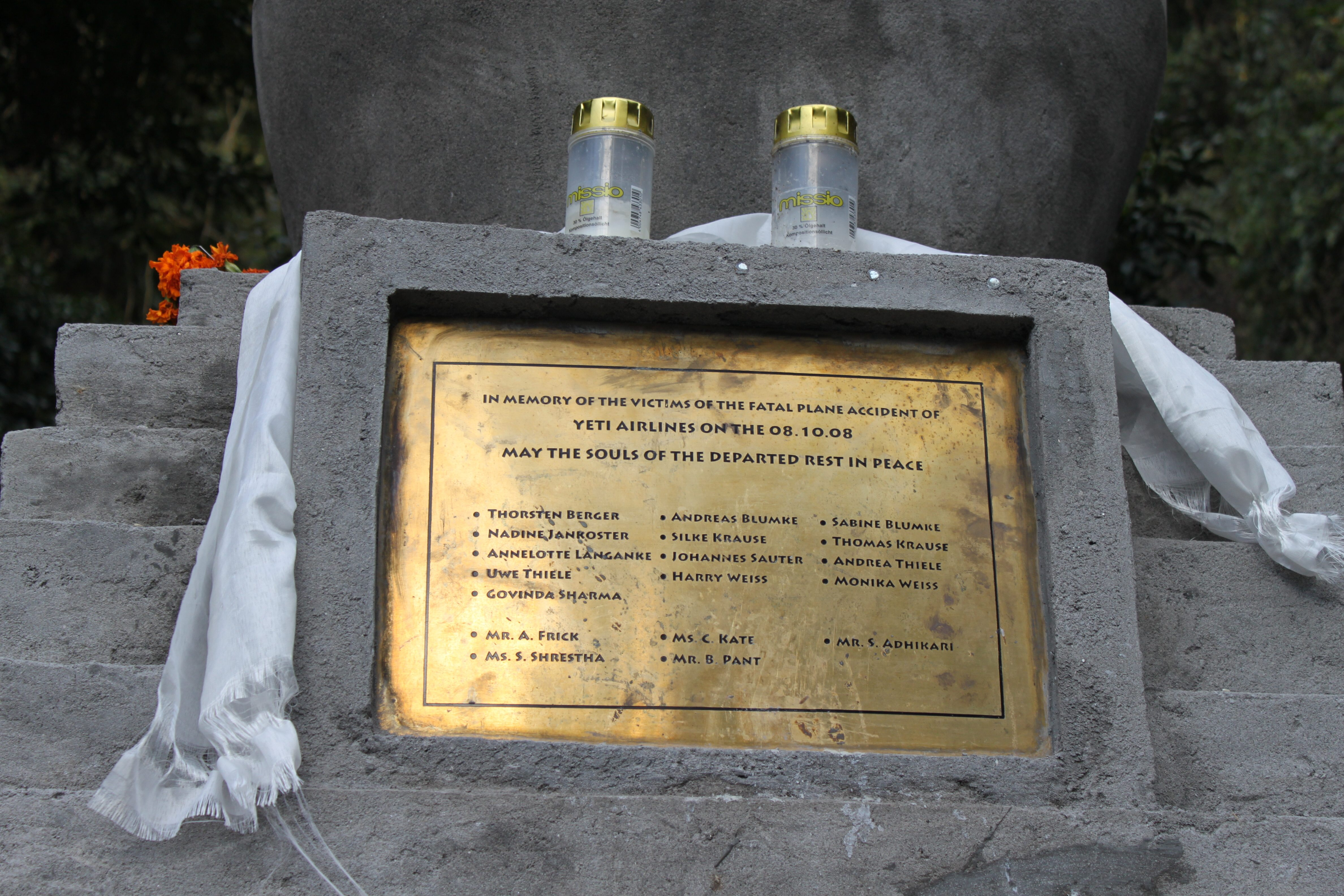
Gedenktafel am westlichen Ortsrand von Lukla

- Am 21. Juni 2006 wurde eine de Havilland Canada DHC-6-300 Twin Otter der nepalesischen Yeti Airlines (Luftfahrzeugkennzeichen 9N-AEQ) bei einer scharfen Kurve im Anflug auf den Flugplatz Jumla (Nepal) 500 Meter östlich davon in ein Reisfeld geflogen. Vorausgegangen war ein sehr chaotischer Anflug und ein Durchstartversuch. Durch diesen CFIT (Controlled flight into terrain) wurden alle 9 Insassen getötet, drei Besatzungsmitglieder und 6 Passagiere.[5]

- Am 8. Oktober 2008 stürzte eine mit 19 Personen besetzte de Havilland Canada DHC-6 (9N-AFE) beim Anflug auf den Flughafen Lukla ab. Dabei kamen 18 Menschen ums Leben, nur einer der Piloten überlebte. Unter den Passagieren befanden sich zwölf deutsche, zwei australische und zwei nepalesische Staatsbürger.[6] Die Maschine war offensichtlich zu niedrig eingeflogen, streifte einen Zaun und geriet sofort in Brand.[7]

- Am 15. Januar 2023 stürzte eine ATR 72-500 beim Anflug auf den Internationalen Flughafen Pokhara ab, den zwei Wochen zuvor am 1. Januar 2023 in Betrieb gegangenen zweiten Flughafen der Stadt Pokhara. Dabei kamen alle 72 Insassen der Maschine ums Leben, die vier Besatzungsmitglieder und 68 Passagiere.[8] An Bord befanden sich mindestens 15 ausländische Staatsangehörige (siehe auch Yeti-Airlines-Flug 691).